# Deshaun Thomas
DeShaun Leroy Thomas (Fort Wayne, 29 de agosto de 1991) é um basquetebolista profissional estadunidense que atualmente joga pelo Maccabi Tel Aviv na Ligat HaAl e Euroliga. Jogou na NCAA por Ohio State entre 2010-2013 com médias de 14,4 pontos, 5 rebotes e 0,9 assistências por partida, por fim selecionado no Draft da NBA de 2013 pelo San Antonio Spurs na 58ª escolha.

## Estatísticas

### EuroLiga
| Ano      | Equipe           | PJ | PT  | AP   | 3P   | LL   | RT  | AS | BR | TO |
| -------- | ---------------- | -- | --- | ---- | ---- | ---- | --- | -- | -- | -- |
| 2013-14  | JSF Nanterre     | 10 | 95  | 51.2 | 34.1 | 75   | 28  | 1  | 4  | 2  |
| 2014-15  | FC Barcelona     | 28 | 200 | 56.9 | 39.5 | 63.9 | 69  | 13 | 10 | 7  |
| 2016-17  | Anadolu Efes     | 35 | 255 | 51   | 32.8 | 80.6 | 59  | 12 | 8  | 2  |
| 2017-18  | Maccabi Tel Aviv | 2  | 24  | 61.5 | 33.3 | 33.3 | 9   | 3  | 0  | 0  |
| Carreira |                  | 75 | 574 | 54.1 | 34.3 | 70   | 165 | 29 | 22 | 11 |